# Valentina Acosta Giraldo
Valentina Acosta Giraldo (Pereira, 19 de abril de 2000) é uma arqueira colombiana. Ela disputou os Jogos Olímpicos de Verão de 2020 na categoria individual feminino de tiro com arco.